# Bernard Blommers

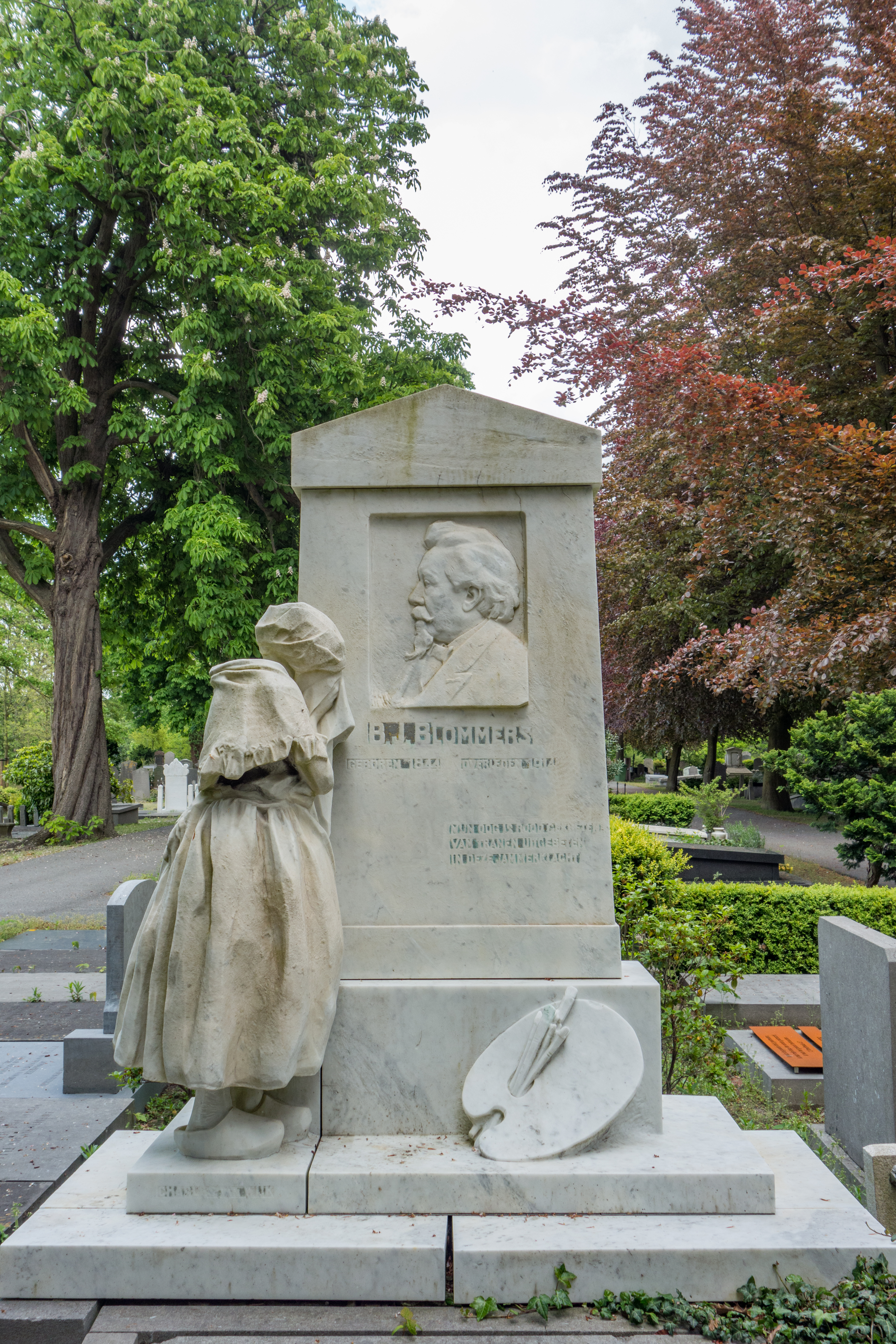
Graf van Blommers op Oud Eik en Duinen

Bernardus Johannes (Bernard) Blommers (Den Haag, 30 januari 1845 – aldaar, 12 december 1914) was een Nederlandse kunstschilder. Hij was een van de jongere Nederlandse schilders uit de eerste generatie van de Haagse School.

## Biografie
Bernard Blommers was een leerling van Christoffel Bisschop. Aan de Haagse Academie kreeg hij ook onderricht van Jacob Maris en vooral van Jozef Israëls. Hij werkte veelal in de omgeving van Scheveningen en Katwijk en in Noord-Brabant. Hij schilderde ook een gedeelte van het Panorama Mesdag van Hendrik Willem Mesdag.
Zijn dochter Marie trouwde in 1999 met de schilder Jan Zoetelief Tromp die werkte in dezelfde stijl als hij.
Blommers werd begraven te Den Haag op Oud Eik en Duinen.

## Schilderstijl
Hij was vooral genre- en figuurschilder rond het vissers- en strandleven, vaak vergelijkbaar met werk van Isaac Israëls.

## Galerij

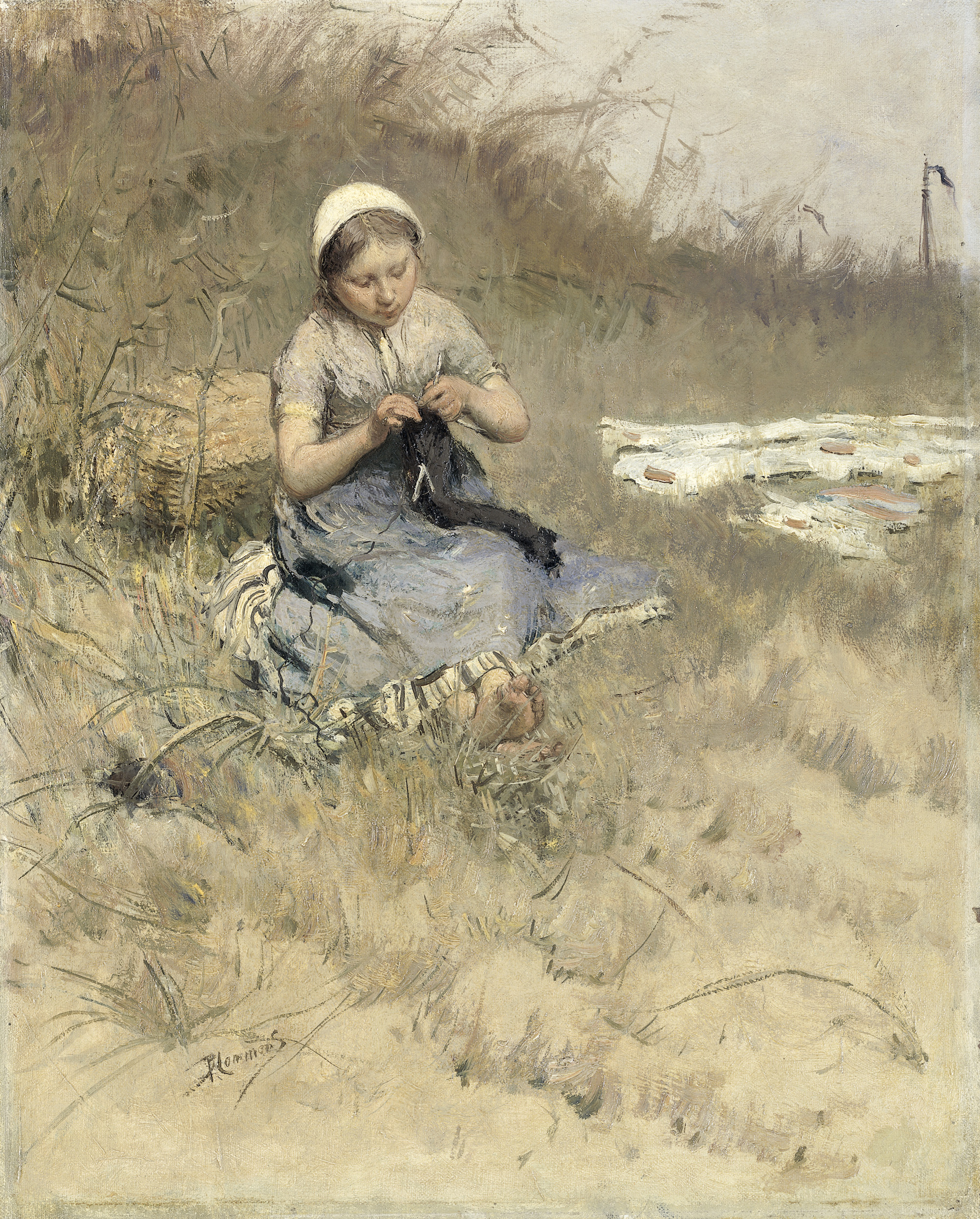
Het breistertje
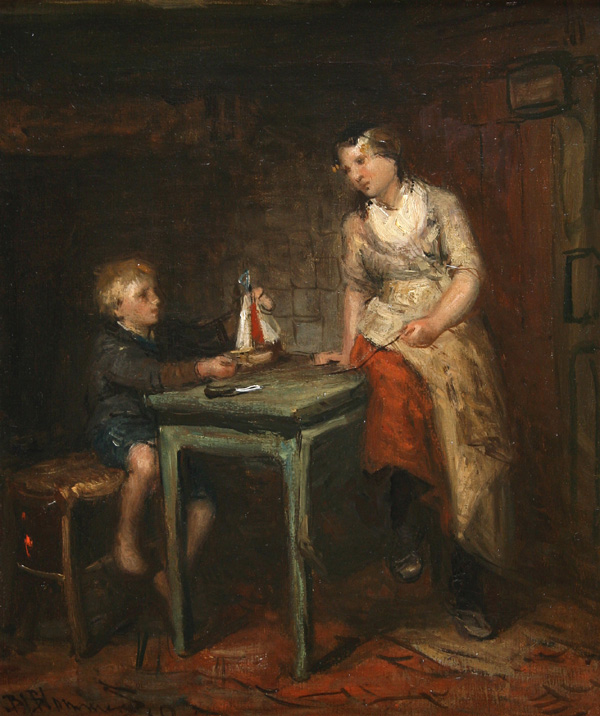
De kleine kapitein
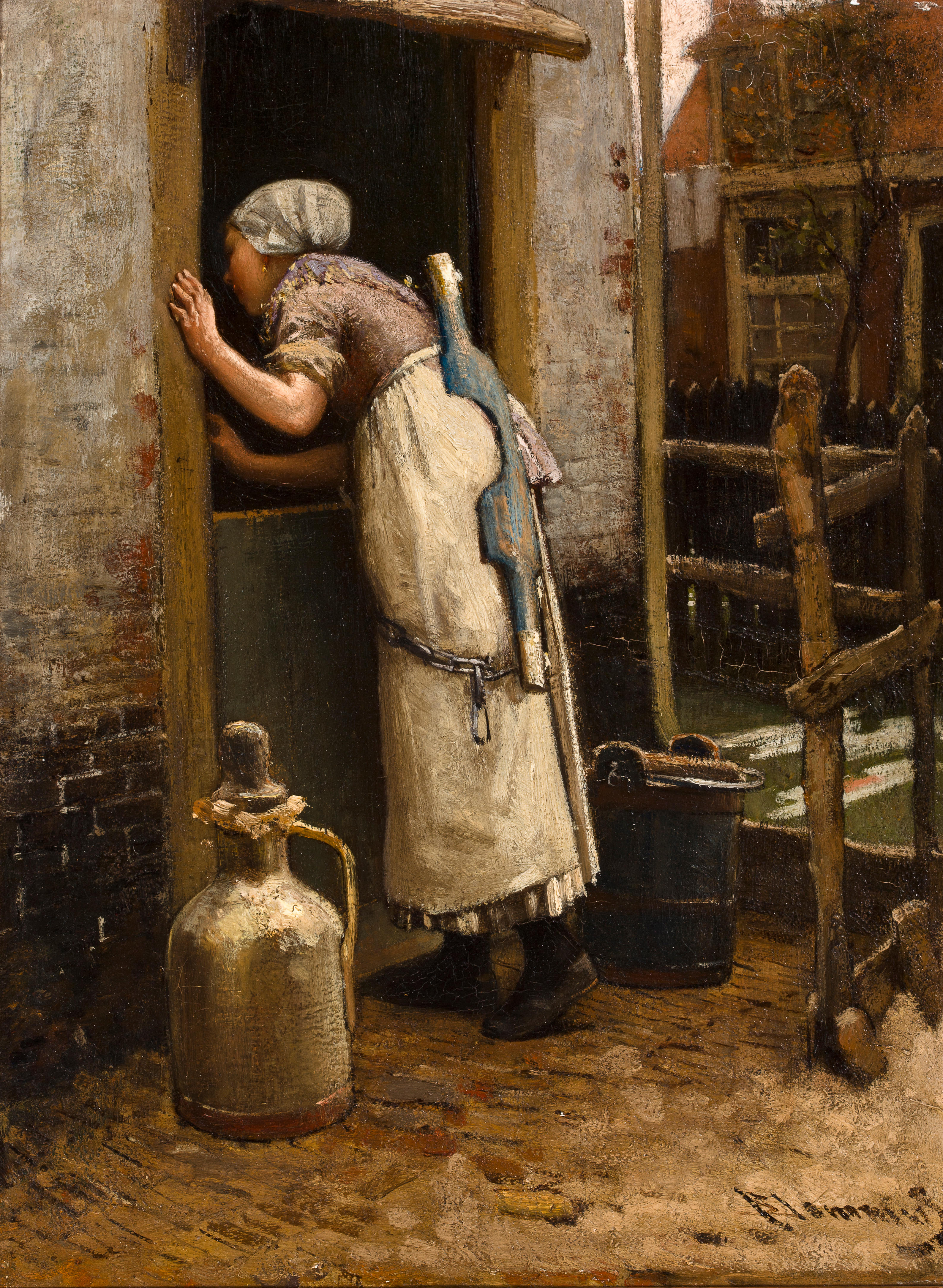
De melkmeid
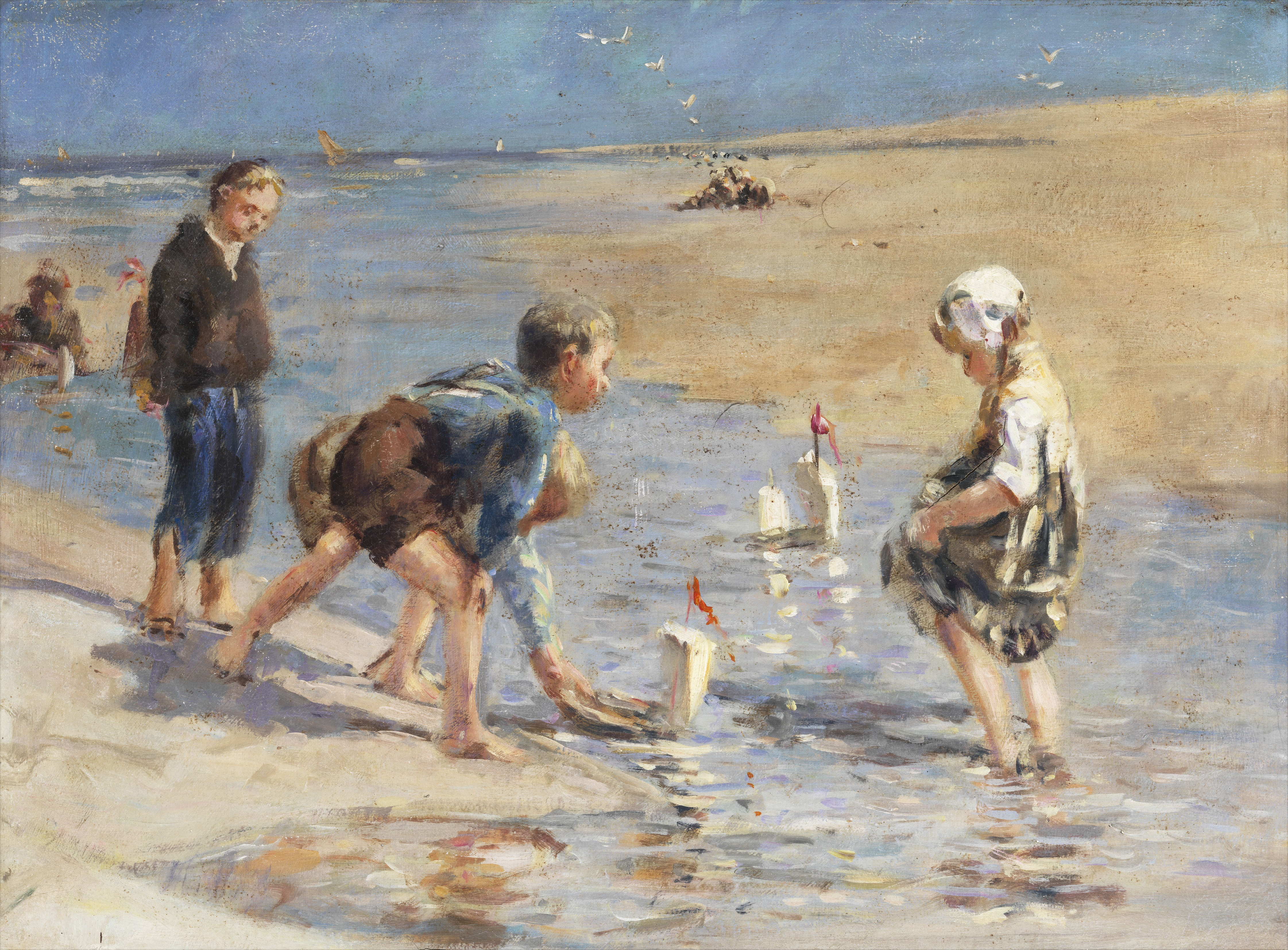
Kinderen spelend op het strand